# John Lundgren (Opernsänger)
John Otto Lundgren (* 12. Oktober 1968) ist ein schwedischer Opernsänger des Stimmfachs dramatischer Bariton.

## Leben
Lundgren wuchs in Schweden auf und studierte an dem Det Kongelige Danske Musikkonservatorium in Kopenhagen. Noch während des Studiums wurde er Ensemblemitglied am dortigen Königlichen Theater. Verschiedene Engagements führten ihn u. a. an die Opernhäuser von München, London, Leipzig, Hamburg, Berlin, Amsterdam, Stockholm, Göteborg, Oslo, Zürich, Peking und Tokio sowie zu den Bregenzer und Bayreuther Festspielen.
Sein Repertoire umfasst vor allem das Stimmfach des dramatischen Baritons, aber auch andere Rollen. Zu seinem Repertoire gehören: Scarpia (Tosca), Amonasro (Aida), Schaunard (La Bohème), Giorgio Germont (La traviata), Escamillo (Carmen), Kurwenal (Tristan und Isolde), Albiani (Simon Boccanegra), Don Pizarro (Fidelio), Telramund (Lohengrin), Amfortas (Parsifal), Barak (Die Frau ohne Schatten), die Titelpartie in Der fliegende Holländer, Wotan (Die Walküre) und der Wanderer (Siegfried).

## Auszeichnungen
- 2006: Birgit-Nilsson-Stipendium[2]
- 2009: Nominierung für den Reumert Theaterpreis als „Bester Sänger“ in Der fliegende Holländer
- 2010 wurde John Lundgren durch Königin Margarethe von Dänemark zum Ritter von Dannebrog ernannt.[3]
- 2012: Nominierung für den Reumert Theaterpreis als „Bester Sänger“ im Parsifal

## Aufzeichnungen
- Puccini – La fanciulla del West (Royal Swedish Opera House, 2012)[4]
- Händel – Giulio Cesare (Royal Danish Theater, 2007)